# Dècada del 140 aC

## Esdeveniments
- 143 aC - Inicia de la tercera de les campanyes conta els celtibers, l'anomenada guerra de Numància

## Personatges destacats
- Ptolemeu VI Filomètor, rei d'Egipte (180 aC-145 aC)
- Demetri II Nicàtor, rei selèucida (145 aC-138 aC/129 aC-126 aC)
- Alexandre I Balas, rei selèucida (150 aC-146 aC
- Menandre I, rei indogrec (150 aC-135 aC)
- Àtal II, rei de Pèrgam (159 aC-138 aC)
- Publi Corneli Escipió Emilià (185 aC-129 aC), militar i magistrat magistrat romà